# Adolphe-Félix Gatien-Arnoult
Adolphe-Félix Gatien-Arnoult (* 30. Oktober 1800 in Vendôme; † 18. Januar 1886 in Mont-de-Marsan) war ein französischer Parlamentarier, Philosoph und Romanist.

## Leben und Werk
Gatien-Arnoult studierte bei Victor Cousin, promovierte 1823 in Paris über das Buch der Psalmen und (lateinisch) über die menschliche Seele, bestand 1825 die Agrégation de philosophie und war Gymnasiallehrer in Nevers, Bourges, Reims und Nancy.  Er wurde 1830 auf den Lehrstuhl für Philosophie in Toulouse berufen. Dort wirkte er auch politisch (in der liberalen Linken) und wurde Bürgermeister und Abgeordneter der Nationalversammlung (von 1848 bis 1849 und von 1871 bis 1876).  1864 wurde er Secrétaire perpétuel der Académie des sciences, inscriptions et belles-lettres de Toulouse. Von 1871 bis 1873 war er Rektor der Académie de Toulouse.
Als Mitglied („mainteneur“, seit 1833) der Académie des Jeux floraux (der ältesten Dichterakademie) gab er von 1841 bis 1849 vier Bände Monuments de la littérature romane heraus, darunter Leys d’amors, eine frühe Grammatik und Dichterlehre des Okzitanischen (spätere Ausgabe durch Joseph Anglade).

## Werke
- Programme d’un cours complet de philosophie, Paris 1830, 2008, 6. Auflage 1852
- (Hrsg.) Las Flors del gay saber. Estier dichas las Leys d’amors. Les Fleurs du gai savoir autrement dites Lois d’amour [traduits par MM. d’Aguilar et d’Escouloubre], 3 Bde., Paris/Toulouse 1841–1843, 2 Bde., Genf 1977
- (Hrsg.) Las joyas del gay saber = Les joies du gai savoir. Recueil de poésies en langue romane couronnées par le Consistoire de la gaie-science de Toulouse depuis l’an 1324 jusques en l’an 1498, avec la traduction littérale et des notes par Jean-Baptiste Noulet, Paris/Toulouse 1849, Genf 1977
- Éléments généraux de l’histoire comparée de la philosophie, de la littérature et des événements publics depuis les temps les plus reculés jusqu’à nous, avec un appendix sur l’histoire du droit, de la théologie, des sciences et des arts, Toulouse 1841
- Histoire de la philosophie en France, depuis les temps les plus reculés jusqu’à nos jours. Tome I. Période gauloise, Toulouse 1858
- Victor Cousin. L’école éclectique et l’avenir de la philosophie française, Paris 1867